# Józef Drohojowski (kasztelan przemyski)
Józef Drohojowski herbu Korczak (ok. 1694–1770) – od 1737 stolnik żydaczowski, w latach 1748–1765 chorąży żydaczowski, a następnie kasztelan przemyski (1765–1770).

## Życiorys
Syn kasztelana czernihowskiego Jana Drohojowskiego i Marianny z Rojowskich. Mąż Barbary Wolskiej, córki Aleksandra, stolnika halickiego. Był ojcem siedmiu synów (m.in. ks. reformaty Józefa Drohojowskiego) i trzech córek.
Właściciel majątku Koniuszki, wsi Michałówka, oraz miasteczka Krukienice. Z powodu posiadania owego miasteczka nazywano go "panem na trzystu szewcach". W 1763 dokonał fundacji Parafii św. Michała Archanioła w Michałówce.
Związany ze stronnictwem Czartoryskich – 6 lutego 1764 został konsyliarzem konfederacji ruskiej przy księciu Adamie Czartoryskim. Brał udział w elekcji króla Stanisława Augusta Poniatowskiego.
W 1767 przystąpił do konfereracji radomskiej, ale nie podpisał dyktowanego przez pułkownika rosyjskiego Wasilija Carra skryptu i wyjechał z Radomia. Podczas konfederacji barskiej pomagał w organizacji konfederacji na terenie ziemi przemyskiej (12 maja 1769), ale z powodu stanu zdrowia nie wziął osobistego udziału w walkach.